# Bruno Finzi
Bruno Finzi (Gardone Val Trompia, 13 febbraio 1899 – Milano, 10 settembre 1974) è stato un ingegnere, matematico e fisico italiano. Diede notevoli contributi alla geometria differenziale (in particolare, il calcolo tensoriale), alla fluidodinamica, all'aerodinamica, alla teoria classica dei campi (elasticità, elettromagnetismo) ed alla fisica relativistica.

## Biografia e carriera
Finzi conseguì la laurea in Ingegneria industriale nel 1920 presso il Politecnico di Milano, quindi quella in Matematica, l'anno successivo, presso l'Università degli Studi di Pavia con Umberto Cisotti. Nel 1922 si trasferì, assieme a quest'ultimo, a Milano, dove divenne suo assistente al Politecnico. Nel 1925, conseguì la libera docenza in Meccanica razionale. Tenne, per incarico, gli insegnamenti di Analisi matematica e Complementi di analisi matematica. Nel 1931, conseguito l'ordinariato, ebbe la cattedra di Meccanica razionale all'Università degli Studi di Milano, ma ritornò poi al Politecnico, nel 1946, per subentrare alla cattedra lasciata da Cisotti dopo la sua morte, assumendo pure la carica di direttore dell'Istituto Matematico dal 1946 al 1967. Tuttavia, all'Università di Milano, tenne pure, per diversi anni, l'incarico d'insegnamento in fisica matematica. Nel 1949 gli venne altresì affidata la direzione dell'Istituto di Aeronautica, appena costituito (poi Istituto di Ingegneria Aerospaziale) dal 1950 al 1969. Nel 1967, alla vigilia dei disordini del Sessantotto, passò alla cattedra di aerodinamica, e, nello stesso anno, venne eletto Rettore del Politecnico per il triennio 1967-69. Diresse pure il Seminario Matematico e Fisico dell'Università e del Politecnico di Milano, dal 1946 al 1952.
Era membro dell'Accademia Nazionale dei Lincei e socio di svariate altre accademie locali e nazionali. Medaglia d'Oro dei Benemeriti della Scuola, della Cultura e dell'Arte, aveva ottenuto anche il ”Premio Kramer“ (1936) dell'Istituto lombardo di scienze e lettere per una monografia di ricerca scritta con Gino Bozza, nonché il Premio Feltrinelli (1958) dell'Accademia dei Lincei per la Meccanica e le sue applicazioni.
L'8 aprile 1964 divenne socio dell'Accademia delle scienze di Torino. Fu anche Presidente, dal 1965 al 1969, dell'Associazione Nazionale di Meccanica Teorica ed Applicata (AIMETA).
Tra gli allievi di Finzi che raggiunsero poi la cattedra universitaria ricordiamo Maria Pastori, Gino Bozza, Emilio Clauser, Bartolomeo Todeschini, Franca Graiff ed Elisa Brinis Udeschini al Politecnico di Milano, Paolo Udeschini a Pavia e Aldo Pratelli al Politecnico di Torino.
A lui è intitolato l'edificio 2 del Politecnico di Milano.
È il suocero di Amalia Ercoli-Finzi e padre di Leo Finzi.

## Attività scientifica e di ricerca
Bruno Finzi fu senz'altro maestro e caposcuola di eccezionali doti. Il celebre testo Calcolo Tensoriale ed Applicazioni, scritto con la collega Maria Pastori, che poi gli succedette nella cattedra all'Università di Milano quando Finzi passò al Politecnico, ancora oggi rimane insuperato per chiarezza espositiva, completezza di trattazione e lucidità di argomentazione, rimanendo un testo di riferimento non solo per gli specialisti ma anche per chi si accosta, per la prima volta, al calcolo tensoriale. In questo testo, originali e notevoli sono le applicazioni del calcolo tensoriale alla meccanica analitica, alla teoria classica dei campi e alla relatività. Molti risultati di Finzi, soprattutto alcuni riguardanti le teorie relativistiche (argomento peraltro della sua tesi di laurea in matematica con Cisotti), hanno avuto molta risonanza e si trovano riportati anche in vari trattati: fra questi la deduzione variazionale, da un principio di azione stazionaria, delle comuni equazioni relativistiche del campo elettromagnetico e di campi più generali (come quello di Yukawa). Si occupò pure, con successo, di fisica atomica e meccanica ondulatoria.
Tra i tanti risultati conseguiti da Finzi nell'ambito dell'idrodinamica classica ricordiamo gli studi sulle singolarità analitiche corrispondenti a punti di irregolarità (cuspidi) del profilo investito (in collaborazione con Umberto Cisotti), sul paradosso di D'Alembert nei liquidi viscosi, sull'interpretazione energetica di un corollario del teorema di Kutta-Joukowski. Nell'ambito della teoria classica dei campi, ricordiamo gli studi sulle equazioni intrinseche dei continui perfettamente o imperfettamente flessibili, sulle onde di discontinuità provocate in un mezzo continuo da brusche sollecitazioni al di là della soglia elastica, sui tensori elastici per deformazioni finite, sulla propagazione ondosa nei continui anisotropi e sulla resistenza fluidodinamica con applicazioni aeronautiche (in collaborazione con Gino Bozza).
Infine, nell'ambito della relatività, ricordiamo alcuni suoi studi sui fenomeni di irradiamento atomico, sulla meccanica relativistica ereditaria, sulla formulazione variazionale delle leggi elettromagnetiche nello spazio-tempo, sulle discontinuità del fronte d'onda delle azioni gravitazionali, in aerodinamica relativistica, sulle teorie relativistiche unitarie, sull'astrofisica relativistica. Nel 1955, nella curatela Cinquant'anni di relatività, Finzi espose i fondamenti e le formulazioni matematiche della teoria della relatività (ristretta, generale, unitaria), trattazione che lo stesso Einstein menzionò nella prefazione al volume.

## Opere
- Bruno Finzi, Gino Bozza, Resistenza idro e aerodinamica, Principato, Messina, 1935.
- Bruno Finzi, Teoria dei campi. Lezioni di fisica matematica tenute all'Università di Milano, Libreria Editrice Politecnica, Milano, 1952.
- Bruno Finzi, Lezioni di Aerodinamica, Tamburini, Milano, 1960.
- Bruno Finzi, Maria Pastori, Calcolo Tensoriale ed Applicazioni, Zanichelli, Bologna, 1962.
- Bruno Finzi, Meccanica Razionale, 2 Voll., Zanichelli, Bologna, 1968.